# Hipocaust

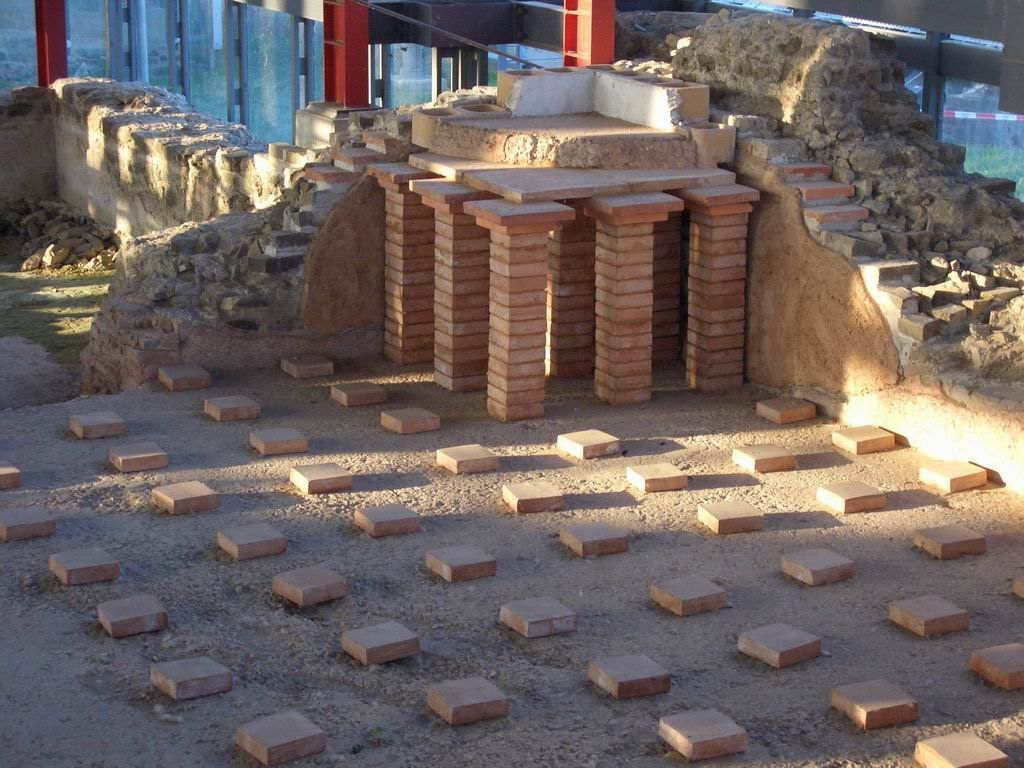
Hipocaust în Xanten (Germania)

Hipocaust (din greacă ὑπόκαυστον hypókauston (hipo- = sub + kaustón = ardere), prin latină hypocaustum) este denumirea dată unui sistem de încălzire centrală, folosit în antichitate și evul mediu, bazat pe încălzirea în pardoseală, care funcționează prin circulația aerului cald pe sub o podea dublă și prin pereți dubli.
Principiul, cunoscut în Grecia antică încă din secolul IV î.e.n., a fost preluat în Roma antică, unde era utilizat în special în terme.
Astfel de instalații s-au regăsit în ruinele din Olympia, datând din secolul I î.e.n., dar romanii le-au perfecționat și le-au folosit atât în caldariumul termelor, cât și în casele particulare ale unor romani bogați.

## Descriere
În afara construcției se afla un focar mare, denumit praefurnium, din care, aerul cald era trimis printr-o canalizare aflată sub pardoseală, care era construită pe stâlpișori de cărămidă (pilettes). În general, spațiul gol de sub podea, care permitea circulația aerului cald, era de 30-60 cm. Se estimează că temperatura obținută în camere nu putea depăși 30°C.
Pentru a se obține o temperatură mai ridicată în terme, se introduceau și în pereți tuburi de lut ars (tubuli), prin care circula atât fumul provenit din focar, cât și aerul cald ce fusese circulat în hipocaust.
Spre etaje aerul circula prin conducte de țiglă, sau prin țigle cu protuberanțe (tegulae mammatae).

## Galerie de imagini

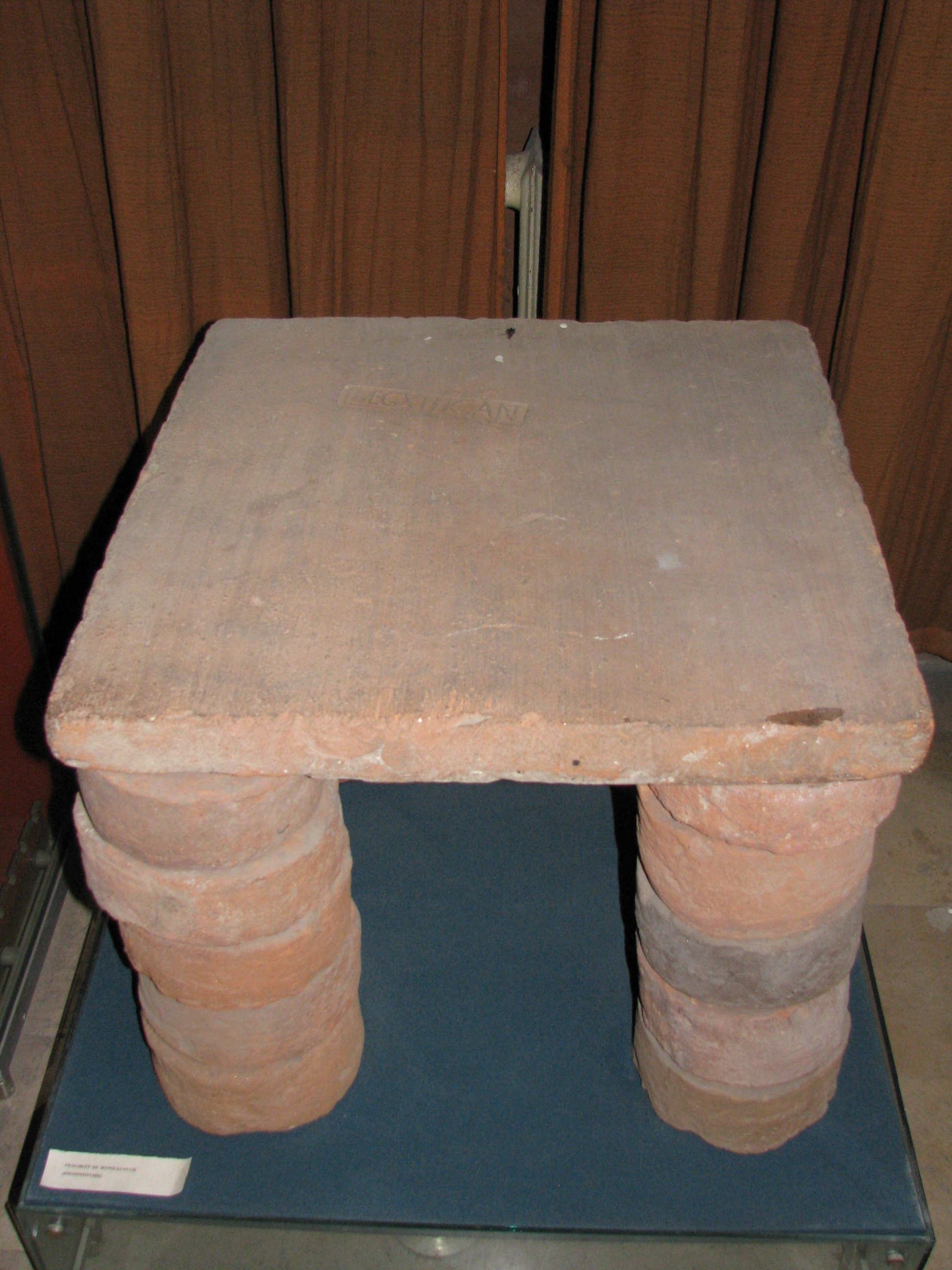
Fragment de hipocaust din castrul roman Apulum (Muzeul Naţional al Unirii Alba Iulia)
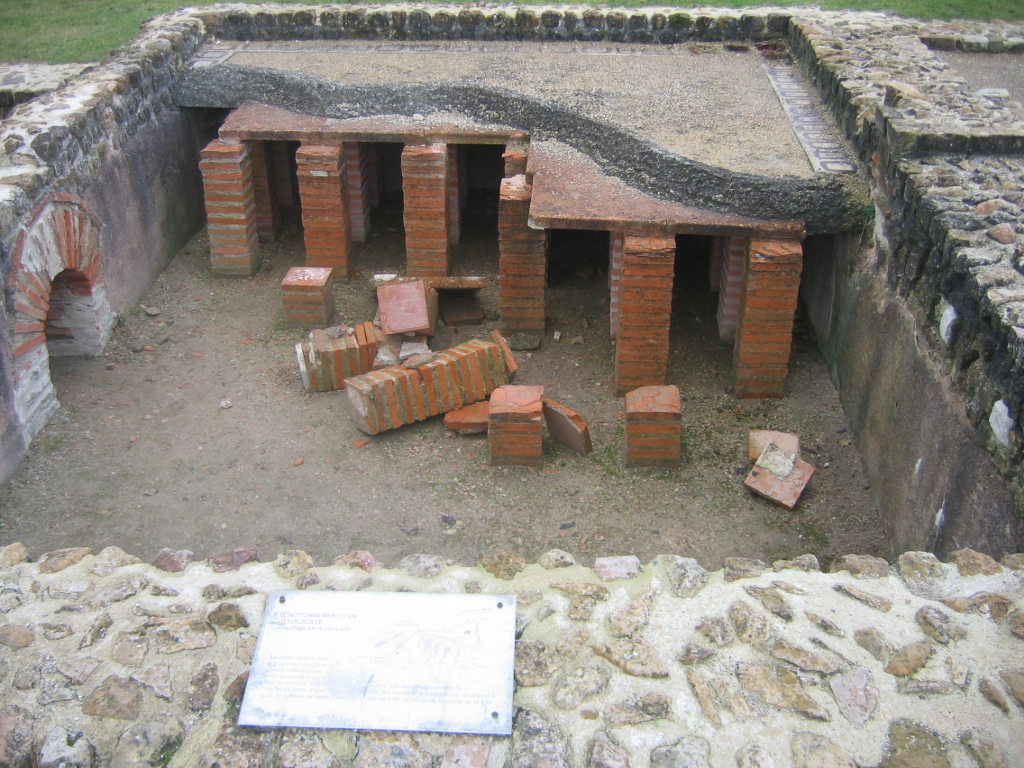
Hipocaust de din vila suburbană din Vieux-la-Romaine, Basse-Normandie (Franţa)
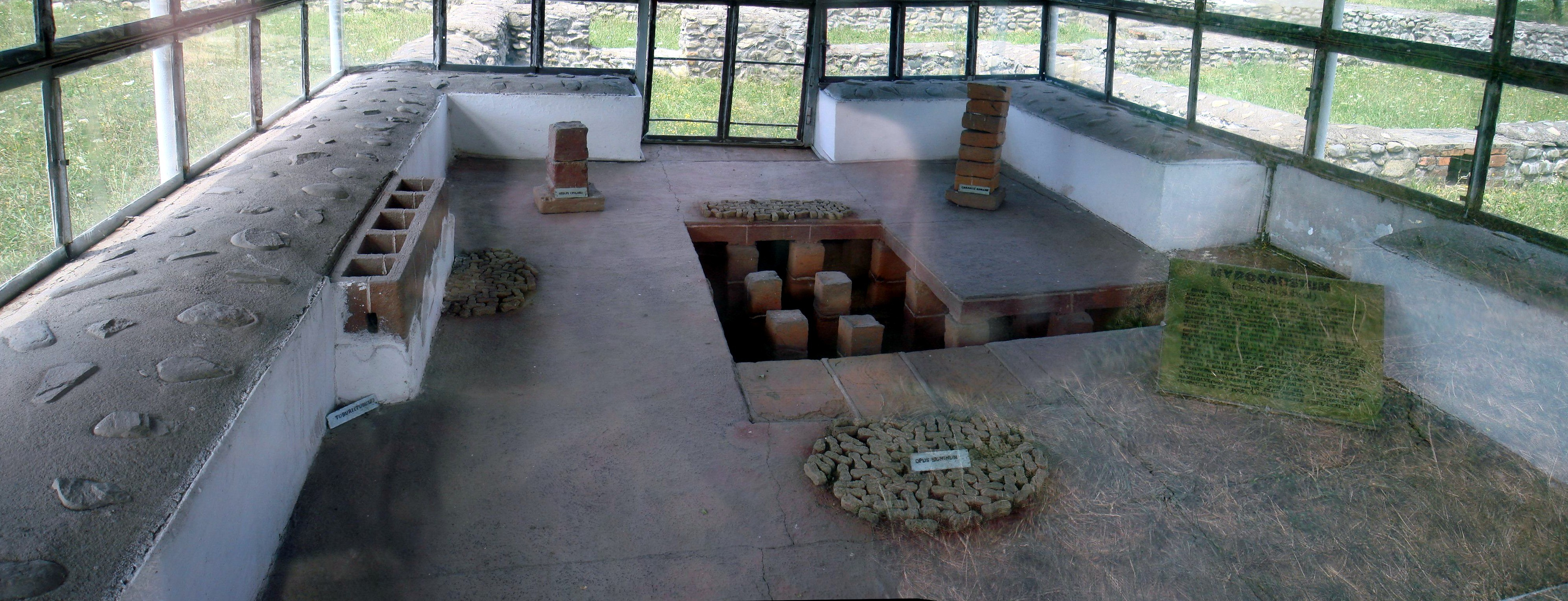
Hipocaustul din Castrul roman Jidava (reconstiture parțială)